# プロペラ機

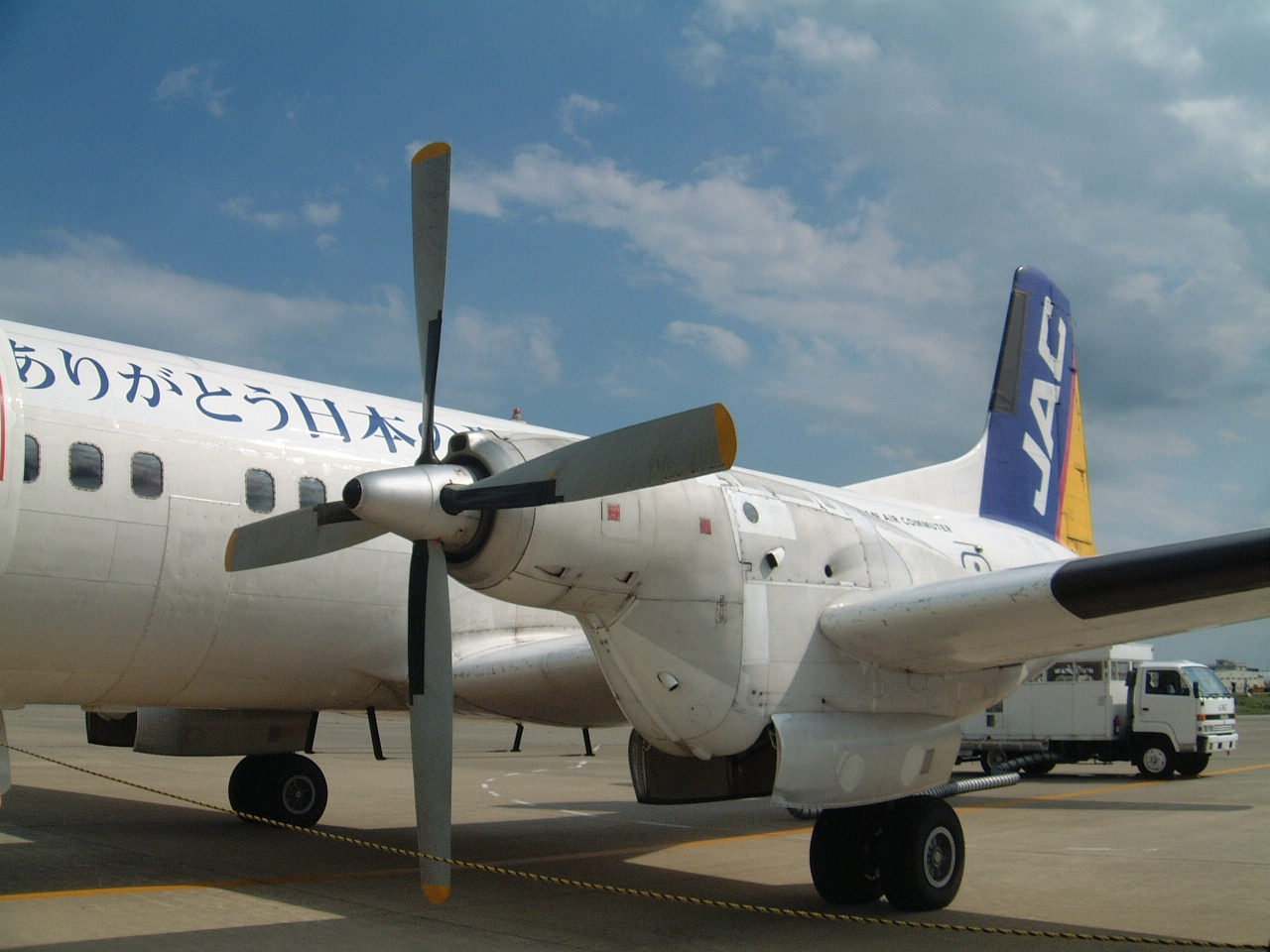
旅客機YS-11のプロペラ

プロペラ機（プロペラき）とは、発動機から動力を伝達されたプロペラにより推進力を得る飛行機である。ジェットエンジン（ガスタービンエンジン）を利用してプロペラを回転させる飛行機（ターボプロップ機）も、一般的にジェット機とは言わずプロペラ機に分類される。

## 概要
プロペラを推進力として利用する固定翼機を指し、それ以外の回転翼機や軽航空機などはプロペラを持っていても特にプロペラ機とは呼ばないのが普通である。
内燃式レシプロエンジンが主力であった第二次世界大戦末期までの航空機は、飛行船を含めてプロペラ推進がほとんど唯一の方法だった。その後ジェットエンジンの発達により、プロペラ機はそれほど高速度を要求されない用途に限定されるようになっている。
飛行船、オートジャイロは、現在までの所はプロペラを持たない実用機が皆無だが、プロペラ機と特に呼ぶことはない。ヘリコプターは専用の（推進用の）プロペラを持たない代わりに主翼とプロペラの働きを兼ねるローター（回転翼）を持つが、同様にプロペラ機とは呼ばない。プロペラ機であるがエンジンを傾けて推力を偏向する機種は、偏向方式によりティルトローター機やティルトウィング機と呼ばれている。
プロペラはエンジンに比べ安価で簡単に交換できることもあり、低コストで性能を向上する手段として購入後に交換するユーザーもおり、各速度域に合わせた交換用プロペラが販売されている。
現代ではプロペラと関連機器はダウティ・ロートルとハーツェル・プロペラが大きなシェアを占めている。
航空法ではパイロットや航空整備士の資格は発動機（ピストンかタービン）で区別されており、プロペラの有無は問われない。
プロペラ機はプロペラ後流、プロペラの不均衡荷重、ジャイロ効果、カウンタートルクなどプロペラに由来する飛行特性があり、特に単発機では出力が上がる離陸時に影響が大きい。これを解決するため単発機では2重反転プロペラ、多発機では左右のプロペラを逆に回転させるなどの対策が考案されたが、コストがかかるため採用機は少なく、操縦訓練では飛行特性に対応する訓練が行われる。可変ピッチプロペラではピッチ操作による瞬時の増速が可能となり、更にピストンエンジンの方がジェットエンジンよりレスポンスが良いので、ダウンバースト突破時などではジェット機よりプロペラ機（特にピストン機）の方が安全性が高いとする説もある。
空気の圧縮性の影響が現れない領域では、プロペラでもジェットエンジンでも、そこを通過する前後の空気の速度差と空気質量の積に推力は比例し、必要エネルギーは通過前の空気速度の自乗と通過後の空気速度の自乗の差と空気質量の積に比例するので、プロペラ機の方が燃費が良いことがプロペラ機に需要があり続ける理由である。

## 発動機

### 種類
黎明期の飛行船の原動機には、蒸気機関のレシプロエンジン、続いて電動機が用いられた。しかしながら20世紀に入る頃には、ほぼ内燃式レシプロエンジンに移行した。飛行船につづく動力式の航空機である飛行機においては、蒸気機関における飛行機の試みはことごとく失敗に終わっており、当初から内燃式レシプロエンジンが採用された。蒸気機関に比べて小型軽量で高出力の内燃機関の実用化によって、飛行機もまた実用化したと言える。内燃機関と同時期には、蒸気タービンエンジンも実用化しているが、重量などで飛行機に向いているとは言えず、採用例は無い。
1940年代にはガスタービンエンジンのジェットエンジンが実用化され、その1種であるターボプロップエンジンがプロペラ機の発動機として用いられるようになった。レシプロエンジンよりも小型軽量で出力に優れ、非プロペラのジェット機に比べて低速での効率に優れる。1960年代には非レシプロエンジンの1つであるヴァンケルエンジン（自動車で言うところのロータリーエンジン）が実用化するも、現在のところモーターグライダーや模型飛行機での採用例が僅かにあるのみで、一般的な飛行機での採用例は無い（航空分野での「ロータリーエンジン」は、エンジン本体がプロペラと一緒に回転する星型エンジンを指すのが一般的である。ロータリーエンジン (星型エンジン)参照のこと）。
かつてはターボジェットエンジンやターボファンエンジンは小型化が難しいため小型機は必然的にレシプロ機であったが、ターボプロップだけでなくターボファンも小型化に成功しており、レシプロは低価格の小型機のみに使われている。
電動航空機や人力飛行機は動力の性質上、プロペラ機に限定される。
模型飛行機やモーターグライダーでは電動機を用いる例もある。

### 配置

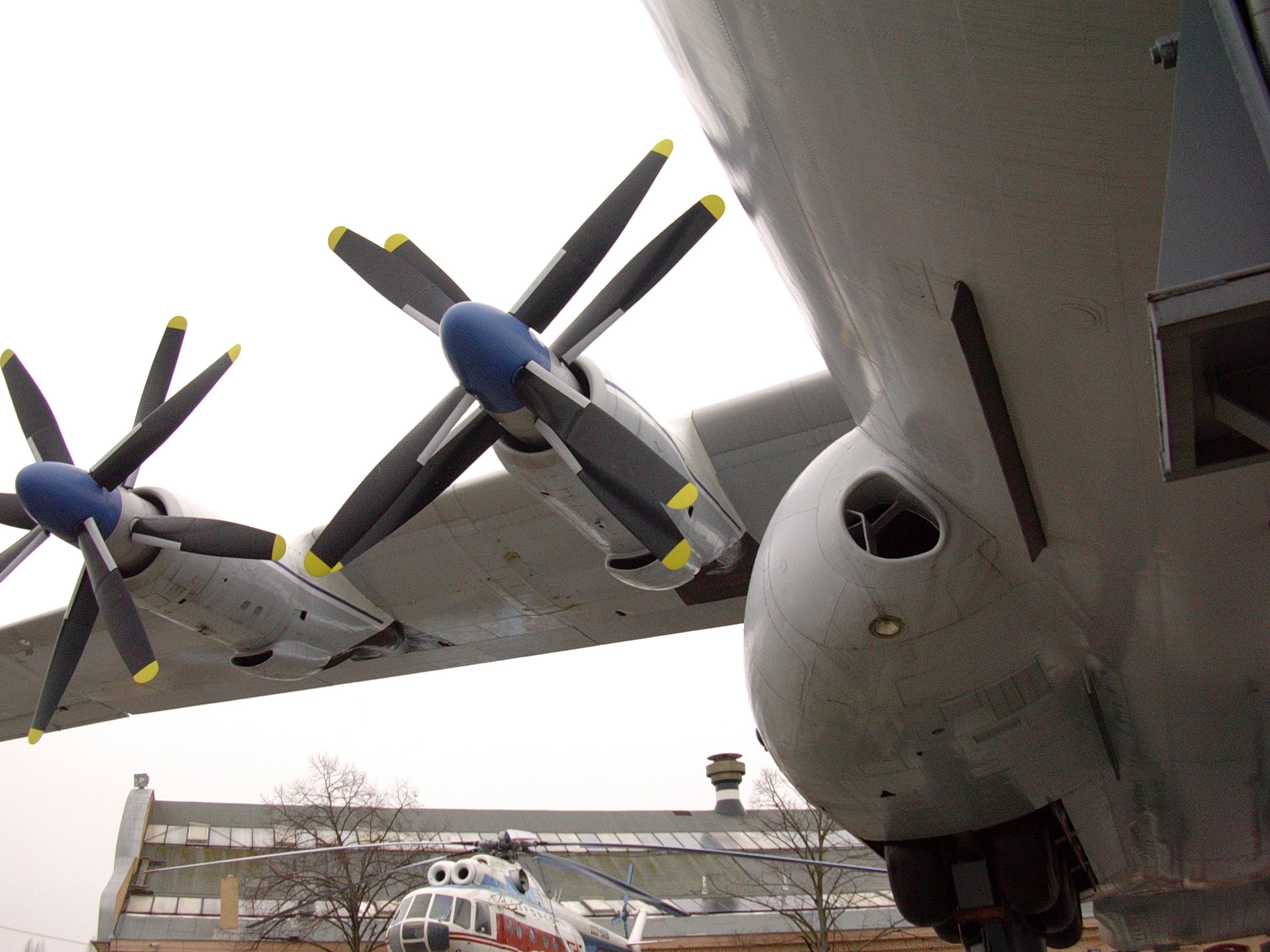
アントノフ An-22の二重反転プロペラ

発動機はプロペラと近接して設置され、プロペラの数と発動機の数は一致する場合がほとんどである。
ただし例外もあり、最初に動力飛行に成功した飛行機であるライトフライヤー号は、1基の発動機で主翼に設けた2翔のプロペラ左右2基を駆動する。また2基の発動機で12翔のプロペラを駆動する例もあるが、これは適切な発動機が無かった場合の推力向上法であり、既存の発動機を2基連結することで、『2倍の出力をもつ発動機』を確保したものである。
一般に、以下のように発動機を設けることが多い。
- 小型機では - 機首に1基（単発機）か、左右の主翼に1基ずつ（双発機）
- 三発機では - 機首と左右の主翼に1基ずつ [1]
- 大型機では - 左右の主翼に1/2/3基ずつ（多発機）

注）小型機と大型機の境目は、最大離陸重量5,700 kg（12,500 lb)が目安。
他に特殊な配置として以下のようなものもある。
- 串型 - ドルニエ Do X飛行艇、第二次世界大戦中の戦闘機ドルニエ Do 335、無給油世界1周のボイジャーなど。
- 双子型 - 2基のエンジンを並列に配置し、出力軸をギアボックスで連結して1つのプロペラを駆動する。採用機はHe 119、He 177など（一体化が進むとH型エンジン・U型エンジンなどとなる）。
- 左右非対称 -  BV 141、Rutan Boomerang
- 3発目の発動機を垂直尾翼に取り付け - ブリテン・ノーマン トライランダー
- プロペラ式ティルトローター・ティルトウイング・ティルトプロペラ機では、エンジン数とプロペラ数は一般に合致するが、複数のエンジン間をシャフトドライブなどで繋いで一体化し、一時的な片発での飛行着陸に備えている。

## 限界速度
プロペラ機は原理的にジェット機よりも遥かに低い速度で限界に達する。より大きな推力を得ようとしてエンジンの出力を上げてプロペラの回転速度を上げたところで、プロペラ先端速度が音速に近づくにつれ衝撃波が発生し、その衝撃波をつくりだすのに回転力が奪われて抵抗が増し、エネルギー効率が著しく減少するからである。
プロペラ機の最高速度記録は、レシプロ機ではF8F改造のレーサー『Rare Bear』の850 km/h。ターボプロップ機ではTu-95の950 km/hである。ただしRare Bearは低空での記録で、空気抵抗の少ない高空で測定すると速度が向上する余地はある。超音速プロペラ機を目指した実験機 XF-84H は、プロペラが発する衝撃波のあまりの凄まじさに、リパブリック社のテストパイロットの操縦までで米空軍に引き渡されることなく実験飛行打ち切り、総飛行時間は7時間に満たないが、それでもターボプロップ・エンジンに実装されたアフターバーナーを使用しない初期実験飛行段階で 850 km/h 程を叩き出したとされる。

## 現代のプロペラ機の例

### 小型機

#### 単発機
- ビーチクラフト ボナンザ

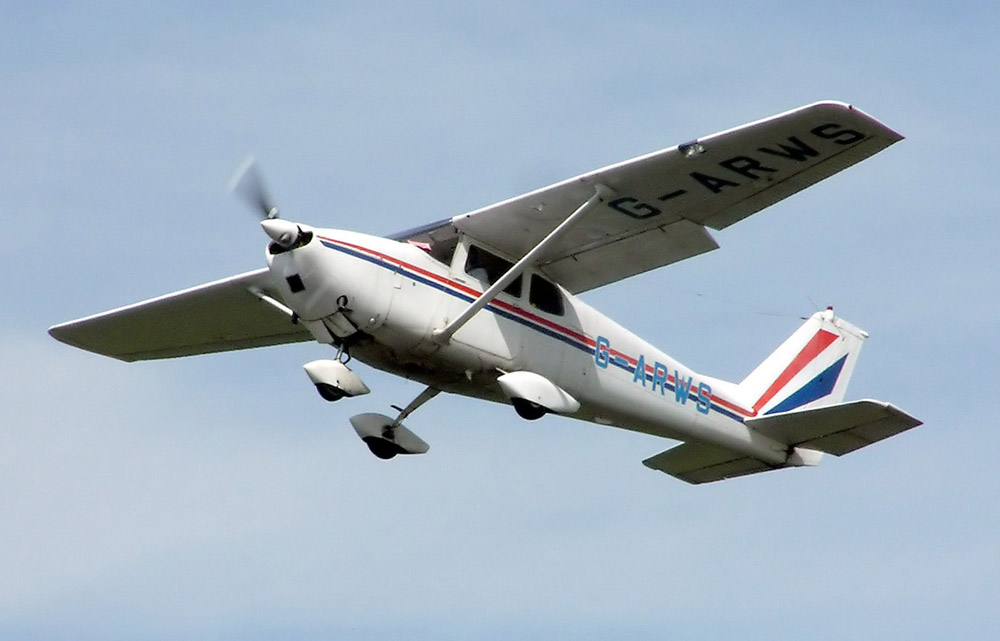
小型単発機（セスナ 175C）

- セスナ152、172、182、206、208
- パイパー チェロキーシリーズ
- 富士重工 T-7
- ジブコ エッジ540
- エンブラエル EMB-312 ツカノ、エンブラエル EMB-314 スーパーツカノ

#### 双発機

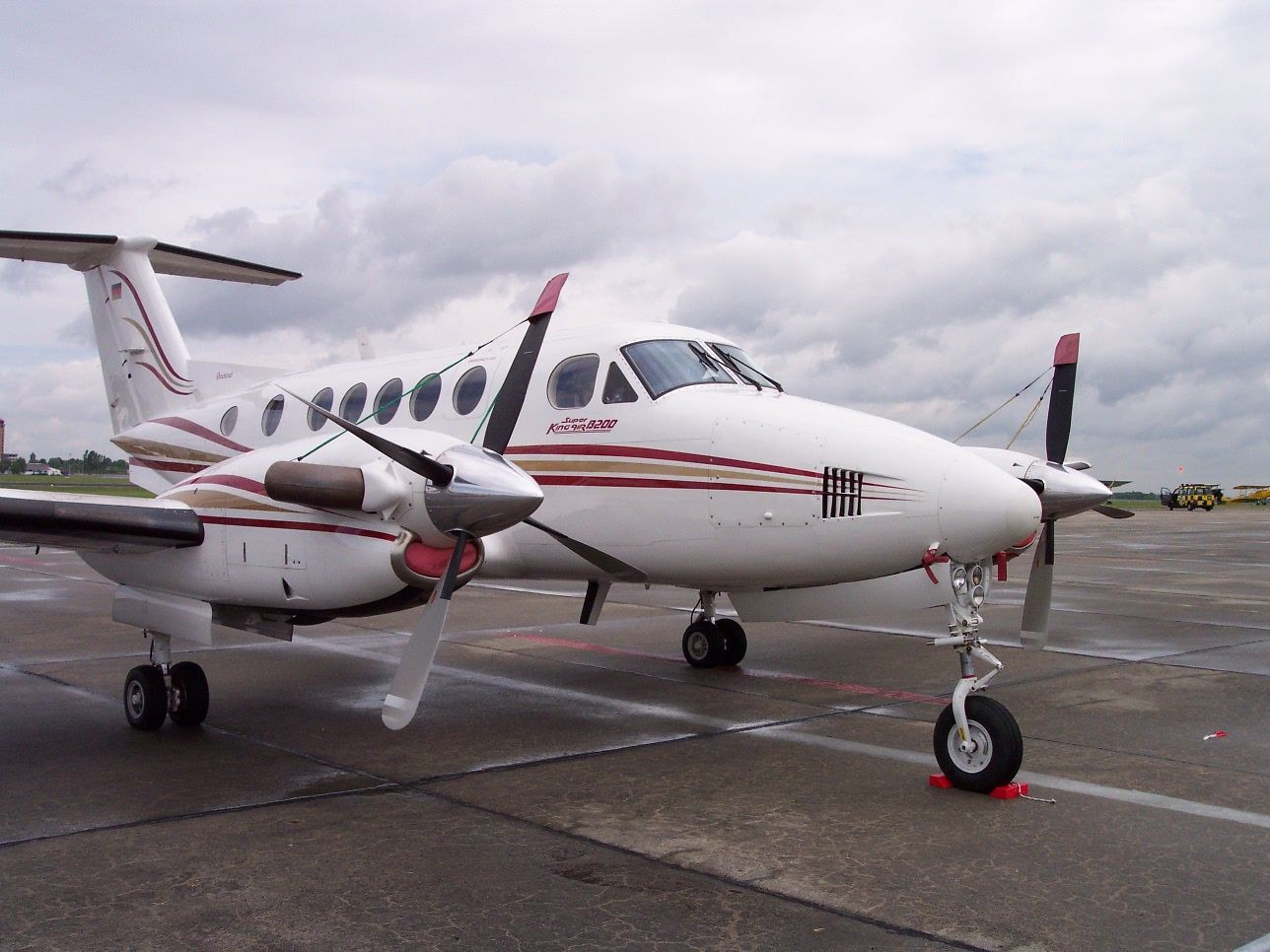
小型双発機（ビーチクラフト スーパーキングエア B200）

- BAEシステムズ ジェットストリーム
- ビーチクラフト キングエア
- パイパー セネカ
- ブリテン・ノーマン アイランダー
- ピアッジョ P.180 アヴァンティ

#### 三発機
- ユンカース JU 52（現代のプロペラ機とは言い難いが）

### 大型機

#### 旅客機
- ボンバルディア DASH8
- サーブ 340
- サーブ 2000
- YS-11
- ATR 42
- ATR 72
- ドルニエ 228
- フォッカー 50

#### 輸送機
- アレニア G.222(C-27)
- アントノフ An-22
- ロッキード・マーティン C-130 ハーキュリーズ
- エアバス A400M

#### 哨戒機

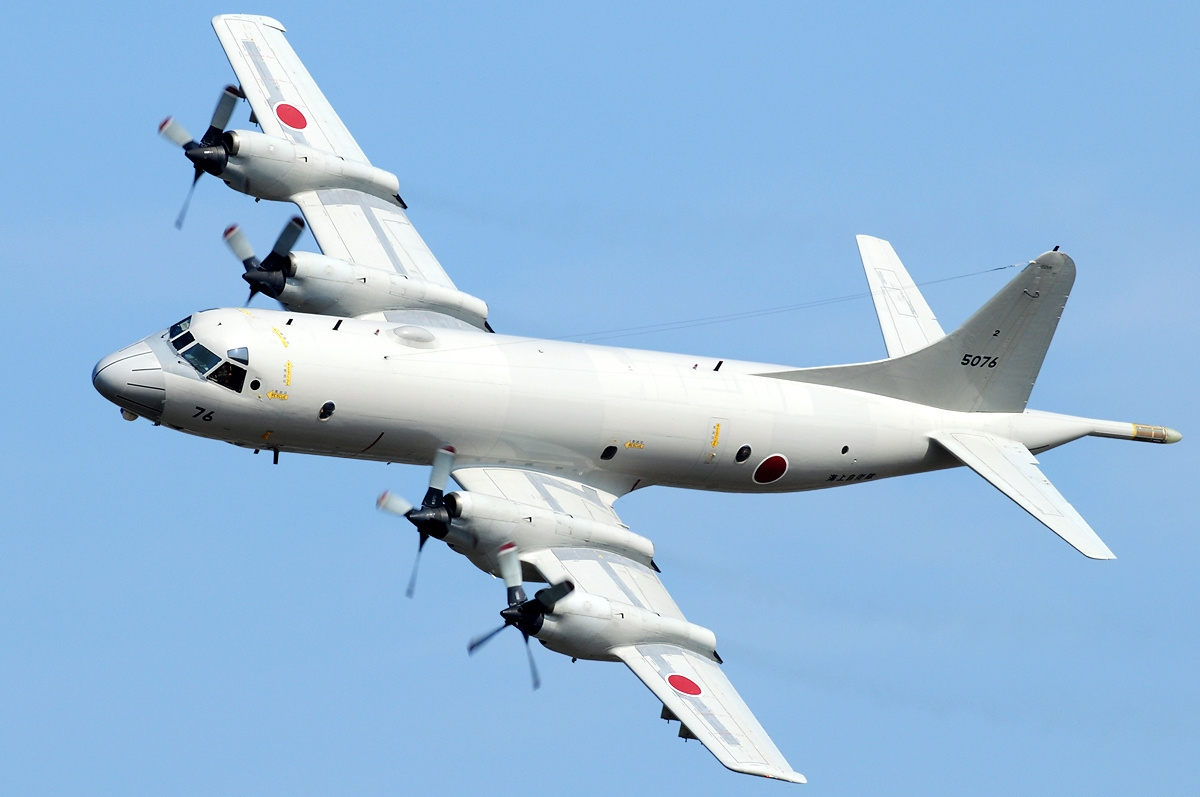
大型四発機（P-3 オライオン）

- ロッキード・マーティン P-3 オライオン

#### 早期警戒機
- ノースロップ・グラマン E-2 ホークアイ

#### 爆撃機
- Tu-95

#### 飛行艇
- 新明和工業 US-2

#### パワード・リフト機
- ベル・ヘリコプター ボーイング・ロータークラフト・システムズ（旧ボーイング・バートル系） V-22 オスプレイ